# Radim Bičánek
Radim Bičánek (* 18. Januar 1975 in Uherské Hradiště, Tschechoslowakei) ist ein ehemaliger tschechischer Eishockeyspieler. Im Laufe seiner Karriere absolvierte er 129 Partien in der National Hockey League für die Chicago Blackhawks und die Columbus Blue Jackets. Zudem spielte er über viele Jahre beim HC Znojemští Orli, HC Kometa Brno und HC Energie Karlovy Vary in der tschechischen Extraliga.

## Karriere
Radim Bičánek begann seine Karriere als Eishockeyspieler in der Nachwuchsabteilung des HC Dukla Jihlava, für dessen Profimannschaft er in der Saison 1992/93 in der 1. Liga, der höchsten tschechoslowakischen Spielklasse, sein Debüt gab. In seinem Rookiejahr erzielte er in 43 Spielen zwei Tore und gab drei Vorlagen. Anschließend wurde er im NHL Entry Draft 1993 in der zweiten Runde als insgesamt 27. Spieler von den Ottawa Senators ausgewählt. Zunächst spielte der Verteidiger zwei Jahre lang in der kanadischen Juniorenliga Ontario Hockey League für die Belleville Bulls, die ihn beim CHL Import Draft 1993 als insgesamt neunten Spieler gezogen hatten, ehe er gegen Ende der Saison 1994/95 erstmals in der National Hockey League für die Ottawa Senators auflief. In der gesamten folgenden Spielzeit kam er ausschließlich für deren Farmteam, die Prince Edward Island Senators, in der American Hockey League zum Einsatz. Bei den Ottawa Senators konnte er sich auch in den folgenden drei Jahren nie vollständig durchsetzen, so dass er überwiegend für deren Farmteams in den Minor Leagues auf dem Eis stand. Dies waren die Detroit Vipers, Manitoba Moose und Grand Rapids Griffins in der International Hockey League, sowie die Worcester IceCats in der AHL.
Am 12. März 1999 wurde Bičánek kurz vor Ende der Trade Deadline im Tausch gegen ein Sechstrundenwahlrecht für den NHL Entry Draft 1999 an die Chicago Blackhawks abgegeben. In etwas mehr als einer Spielzeit lief er nur 18 Mal in der NHL für das Team aus Illinois  auf, während er alleine in der Saison 1999/2000 in insgesamt 79 Spielen für deren IHL-Farmteam Cleveland Lumberjacks aktiv war. Am 23. Juni 2000 verpflichteten die Columbus Blue Jackets den Tschechen im Rahmen des NHL Expansion Draft. Nachdem er auch bei den Blue Jackets in der Saison 2000/01 nur sporadisch in der NHL und hauptsächlich für deren AHL-Farmteam Syracuse Crunch aufgelaufen war, konnte er sich in der folgenden Spielzeit einen Stammplatz im NHL-Kader erkämpfen. In der einzigen vollständigen NHL-Saison seiner Karriere erzielte er in 60 Partien ein Tor und gab fünf Vorlagen. Die Saison 2002/03 verbrachte er erneut in der AHL, zunächst bei den Syracuse Crunch und anschließend bei den Binghamton Senators.
Nach einer einjährigen Auszeit vom Eishockey kehrte Bičánek 2004 nach Tschechien zurück und spielte in den folgenden fünf Jahren für den HC Znojemští Orli in der Extraliga – in den letzten beiden Jahren als Mannschaftskapitän. Nach dem Lizenzverkauf des HC Znojemští Orli wechselte er zur Saison 2009/10 innerhalb der Liga zum HC Kometa Brno, für den er bis 2013 auf dem Eis stand und 2012 Vizemeister wurde.
Zwischen 2013 und 2016 ließ er seine Karriere beim HC Energie Karlovy Vary ausklingen.

### International
Für die tschechischen Junioren-Nationalmannschaften nahm Bičánek an der U18-Junioren-Europameisterschaft 1993 sowie der Junioren-Weltmeisterschaft 1993 teil. Bei ersterer wurde er als bester Verteidiger ausgezeichnet und in das All-Star-Team gewählt.
Für die Herrenauswahl Tschechiens lief er 2006 in drei Spielen der Euro Hockey Tour auf.

## Erfolge und Auszeichnungen
- 1993 Bronzemedaille bei der U18-Junioren-Europameisterschaft
- 1993 All-Star-Team der U18-Junioren-Europameisterschaft
- 1993 Bester Verteidiger der U18-Junioren-Europameisterschaft
- 1993 Bronzemedaille bei der Junioren-Weltmeisterschaft
- 2001 AHL Second All-Star Team
- 2012 Tschechischer Vizemeister mit dem HC Kometa Brno

## Statistik
(Stand: Ende der Saison 2010/11)